# Uresiphita gilvata
Uresiphita gilvata là một loài bướm đêm thuộc họ Crambidae. Nó được tìm thấy ở châu Âu và Bắc Phi.
Sải cánh dài 29–37 mm. Con trưởng thành bay từ tháng 9 đến tháng 10 tùy theo địa điểm.
Ấu trùng ăn various low-growing herbaceous plants, bao gồm Genista, Cytisus và Ulex.

## Hình ảnh

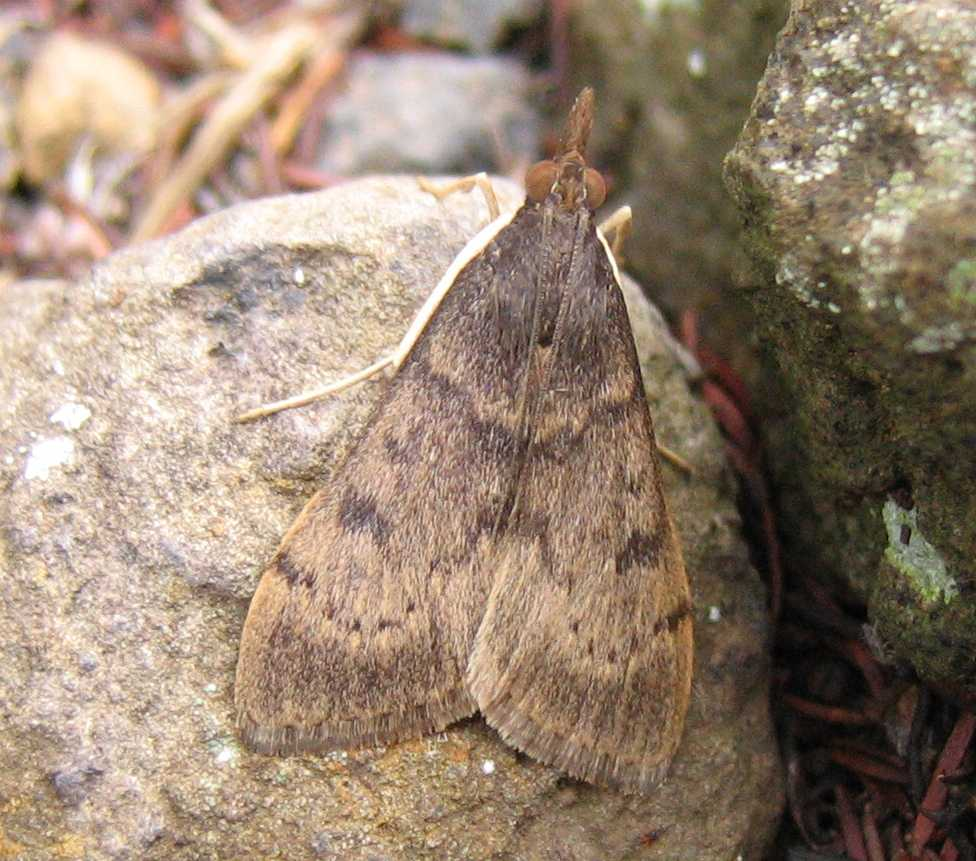